# Olle Lanner
Olle Lanner (Suecia, 30 de diciembre de 1884-26 de julio de 1926) fue un gimnasta artístico sueco, campeón olímpico en Londres 1908 en el concurso por equipos.

## Carrera deportiva
En las Olimpiadas celebradas en Londres en 1908 consigue el oro en el concurso por equipos, por delante de los noruegos (plata) y finlandeses (bronce), y siendo sus compañeros de equipo los gimnastas: Sven Rosen, Carl Bertilsson, Hjalmar Cedercrona, Andreas Cervin, Rudolf Degermark, Carl Folcker, Sven Forssman, Erik Granfelt, Carl Harleman, Nils Hellsten, Gunnar Höjer, Arvid Holmberg, Carl Holmberg, Oswald Holmberg, Hugo Jahnke, John Jarlén, Gustaf Johnsson, Rolf Johnsson, Nils von Kantzow, Sven Landberg, Gosta Asbrink, Axel Ljung, Osvald Moberg, Carl Martin Norberg, Erik Norberg, Tor Norberg, Axel Norling, Daniel Norling, Gösta Olson, Leonard Peterson, Gustaf Rosenquist, Axel Sjöblom, Birger Sörvik, Haakon Sörvik, Karl Johan Svensson, Karl Gustaf Vinqvist y Nils Widforss.